# Haus der Wachtturm-, Bibel- und Traktatgesellschaft

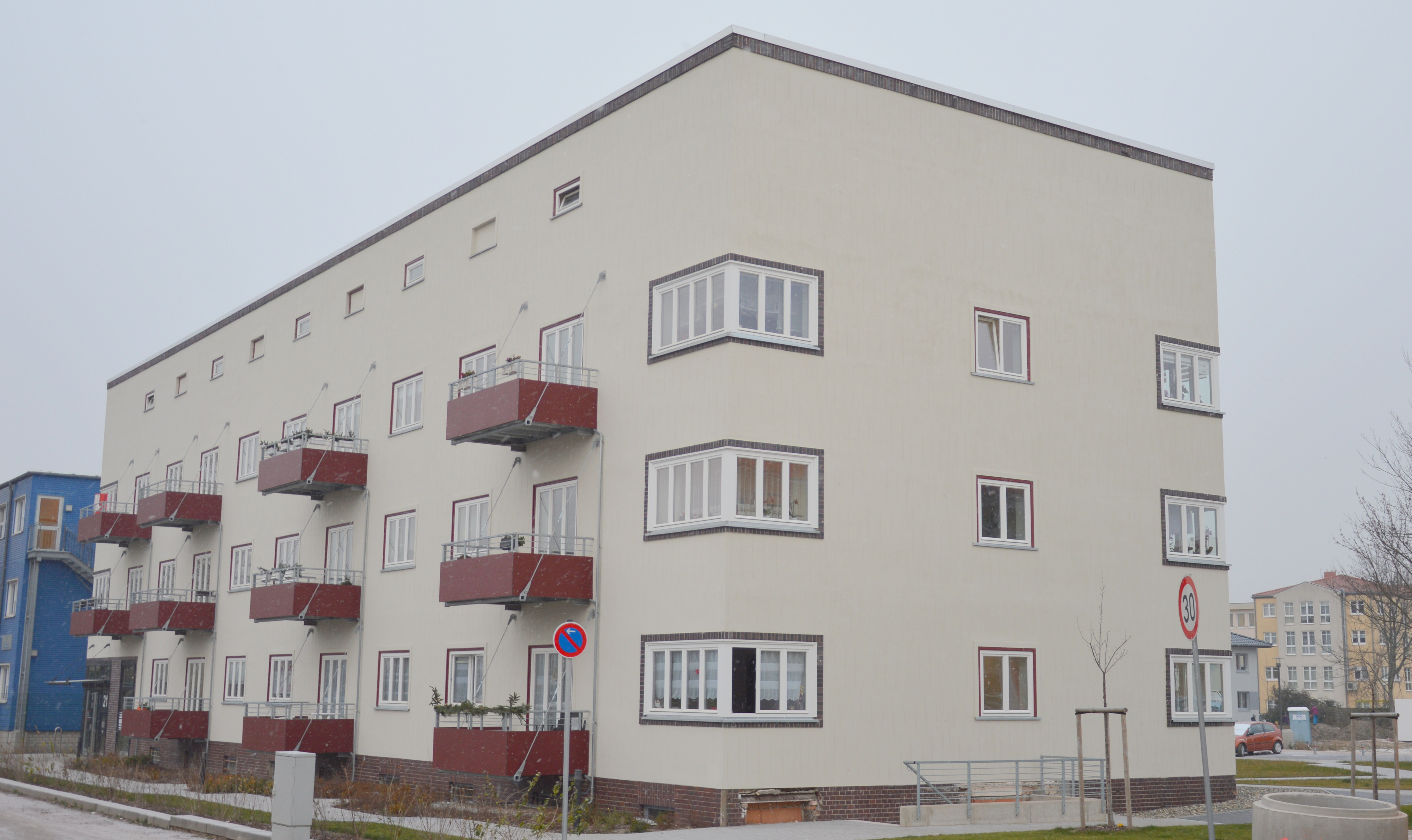
Emanuel-Larisch-Weg 21

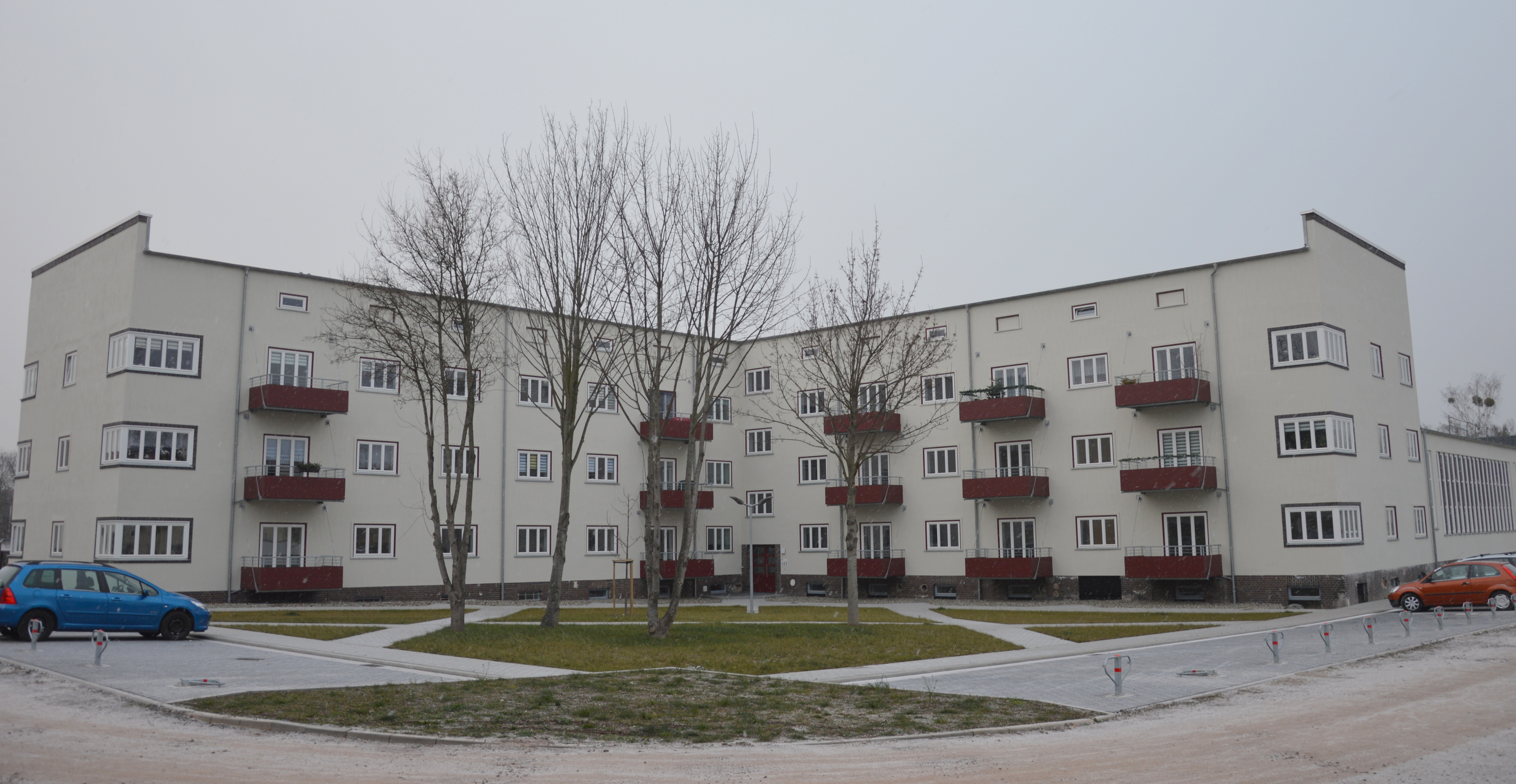
Hofseite

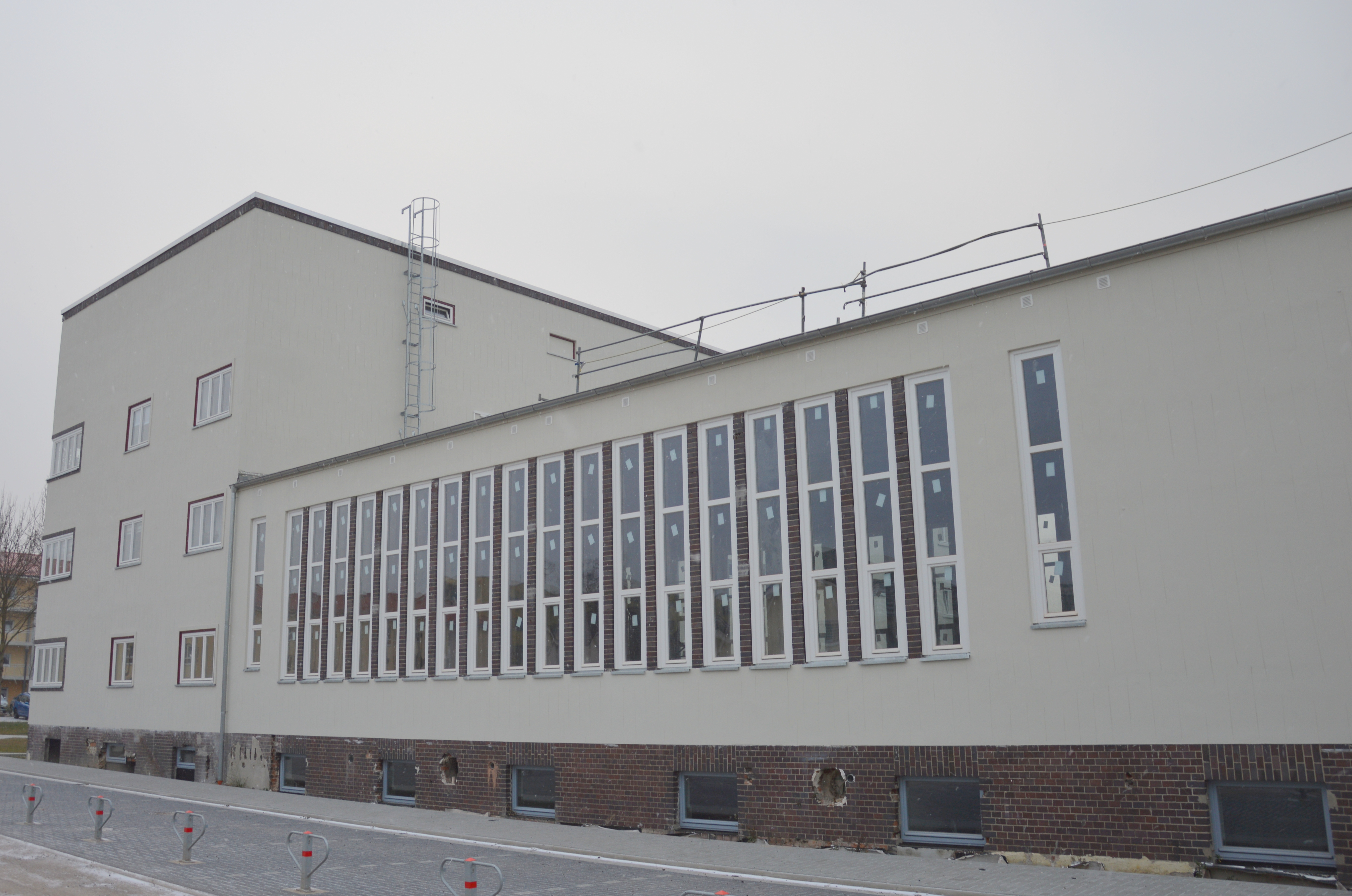
Ostseite des ehemaligen Speisesaals

Das Haus der Wachtturm-, Bibel- und Traktatgesellschaft ist ein denkmalgeschütztes, heute als Wohngebäude genutztes Haus im Magdeburger Stadtteil Leipziger Straße in Sachsen-Anhalt.

## Lage
Es liegt an der Adresse Emanuel-Larisch-Weg 21 auf der Ostseite des Emanuel-Larisch-Wegs, in der Nähe der Einmündung des Emanuel-Larisch-Wegs in die südlich verlaufende Wiener Straße.

## Architektur und Geschichte
Das Gebäude wurde im Jahr 1930 vom Architekten Johannes Boye als Wohn- und Wirtschaftsgebäude für die Wachtturm Bibel- und Traktatgesellschaft, eine Einrichtung der Glaubensgemeinschaft Zeugen Jehovas, errichtet. Der dreieinhalbgeschossige Bau entstand im Stil des Neuen Bauens und war für die Mitarbeiter der Druckerei und Buchbinderei der Gesellschaft vorgesehen, die sich in direkter Verlängerung des Grundstücks am Fuchsberg befand. Die Adresse des Gebäudes lautete Saarstraße 17–19. Das verputzte Gebäude ruht auf einem Sockel, verfügt über ein Mezzanin und ist mit einem Flachdach bedeckt. Es besteht ein schmales Dachgesims.
Der Bau besteht aus drei Flügeln. Der südliche elfachsige Flügel verläuft parallel zum Emanuel-Larisch-Weg. An seinem Nordende schließt östlich ein mittlerer Flügel an, an dessen Ostende sich nach Norden ein ehemals als Speisesaal genutzter ein- bzw. zweigeschossiger Trakt anschließt.
Die rechteckigen Fenster des Gebäudes sind gleichmäßig, liegend angeordnet und schließen ebenmäßig mit der Fassade ab. An den Ecken des Gebäudes sind die Fenster als Eckfenster ausgeführt, eine für die Bauzeit typische Gestaltung. Zur Hofseite nach Osten hin bestehen kleinformatige, flache
Fensterbänder. Die Eckfenster und die zum Hof weisenden Fensterbänder haben eine Verblendung aus dunklen Hartklinkersteinen. Die hohen schmalen Fenster des Speisesaals sind in engen Abständen zueinander gesetzt.
Ende der 1930er lebte der Schauspieler Kurt Rackelmann (1910–1973) im Gebäude.
Nach dem Zweiten Weltkrieg wurde der Bau als Kinderkrankenhaus genutzt. Die Adressierung wurde durch die Umbenennung der Straße zunächst in Wachtturmstraße 17, 1950 dann in Emanuel-Larisch-Weg 17 geändert. 1958 erfolgten durch Rudolf Bethge Planungen zur Errichtung eines Hörsaals und weiterer für die Kinderklinik der Medizinischen Akademie Magdeburg benötigter Anbauten, die dann in der Zeit von 1963 bis 1967 ausgeführt wurden. Die Nutzung als Kinderkrankenhaus endete im Jahr 2006.
Es erfolgte dann ein Umbau zum Wohngebäude. Vor die straßen- und hofseitigen Fassaden wurden dabei Balkone gesetzt. Die nachträglich erfolgten Anbauten wurden wieder abgerissen. Die Adressierung änderte sich durch eine veränderte Vergabe der Hausnummer in Emanuel-Larisch-Weg 21.
Im örtlichen Denkmalverzeichnis ist das Gebäude unter der Erfassungsnummer 094 70021 als Wohn- und Geschäftshaus verzeichnet.